# Petra Hartman
Petronella Annetta (Petra) Hartman (Den Haag, 1 januari 1960) is een Nederlands beeldend kunstenaar die actief is als ontwerper van tassen en sieraden. Zij werkt in Oosterbeek.

## Biografie
Hartman is opgeleid als schilder aan de Academie voor Beeldende Kunsten te Arnhem. Haar sieraden en tassen bestaan vaak uit objets trouvés die zij vervolgens, vaak in bonte kleuren, beschildert, regelmatig verwijst zij naar het vrouwelijk lichaam. Zelf zegt Hartman over haar werk: 'Het toeval is mijn grootste vriend', waarmee ze ruim baan geeft aan uitbundige spontaniteit.